# Línea 113 (Montevideo)
La línea 113 es una línea urbana de  Montevideo que une la Plaza Independencia con el sur del barrio Malvín de cara a la rambla montevideana. El destino de ida es Malvín y el destino de vuelta Plaza Independencia.

## Características
Al igual que en la línea 111, su destino predeterminado era la Plaza España, pero en julio de 2018 se decidió acortar dicho recorrido, teniendo su destino en la parada de la intersección de la Avenida 8 de Octubre y Presidente Berro. Dicho recorrido funciona desde las 09:00 de la mañana hasta la última salida nocturna de esta línea, operando durante la noche el recorrido hacía Plaza España en sus primeros servicios hasta las 09:00 de la mañana. Desde el año 2022 de definió extender el recorrido durante el día, en la parada sobre la Avenida 18 de Julio y Alejandro Beisso.

## Recorridos
Atraviesa en ambos sentidos diferentes barrios de la ciudad, entre ellos: Ciudad Vieja, Centro, Cordón, La Blanqueada, La Unión, Malvín Alto, Malvín Norte, Malvín.
| IDA - Plaza Independencia - Avenida 18 de Julio - Avenida 8 de Octubre - Gral. José Villagrán - José Antonio Cabrera - 20 de Febrero - Timoteo Aparicio - Avenida Corrientes - Pirán - Palma de Mallorca - Mataojo - Iguá - Hipólito Yrigoyen - Avenida Italia - Candelaria - Circunvalación Plaza Fabini - Yacó - Almería - Avenida 18 de Diciembre - Malvín. Tres Cruces - Avenida 8 de Octubre - Colonia - Juan Paullier - 18 de Julio | VUELTA - Malvín - Avenida 18 de Diciembre - Rambla O' Higgins - Hipólito Yrigoyen - Godoy - Tarragona - Iguá - Mataojo - Palma de Mallorca - Pirán - Avenida Corrientes - Gral. Timoteo Aparicio - 20 de Febrero - Avenida 8 de Octubre - Avenida 18 de Julio - Circunvalación Plaza Independencia - Plaza Independencia. Hacia Tres Cruces por: - Avenida 8 de Octubre - Colonia - Juan Paullier - 18 de Julio, continúa sin espera... |

## Paradas
| IDA Por Plaza España: - Pza. España/ AEBU Por Buenos Aires: - Bartolomé Mitre Por Av. 18 de Julio: - Convención - Paraguay - Yaguarón - J. Barrios Amorín - Magallanes - Eduardo Acevedo - Martín C Martínez - Alejandro Beisso Por Av. 8 de Octubre: - Pte Berro - Av Dr Manuel Albo - Joaquín Secco Illa - Jaime Cibils - Hosp Militar - Centenario / L.A.H - J. Batlle y Ordóñez - Felipe Sanguinetti - Pernas - Gdor Viana - Cipriano Miro - Lindoro Forteza - Dr Silvestre Pérez - Pascual Paladino - Gral. Villagrán Por J. Villagrán: - Humachiri Por J. A. Cabrera: - 20 De Febrero Por Av. Corrientes: - Hernan Gómez - Piran Por Pirán: - Isidoro Larraya - Emilio Castelar - Mallorca Por Mallorca: - Cancha De Basañez - Mataojo Por Mataojo: - Calle 5 Por Iguá: - Facultad De Ciencias - Calle 124 - Calle 31 - Hipólito Yrigoyen Por Hipólito Yrigoyen: - Godoy - Julio Sosa - Av Italia Por Candelaria: - Av Estanislao López - Asamblea - Av Gral Rivera Por Plaza Fabini: - Velsen / Plaza Fabini Por Yacó: - Almería Por Almería: - Hipólito Yrigoyen - Av 18 De Diciembre. | VUELTA: Por 18 de Diciembre: - Av 18 De Diciembre Por Hipolito Yrigoyen: - Almería - Av Gral Rivera - Av Estanislao López - Av Italia - Julio Sosa - Godoy Por Godoy: - Tarragona Por Iguá: - Hipólito Yrigoyen - Paralela Al Oeste De H Yrigoyen - Calle 124 - Facultad De Ciencias Por Mataojo: - Calle 5 Por Mallorca: - Paralela Al Oeste De Roberto Berro - Cancha De Basañez - Piran Por Pirán: - Emilio Castelar - Cno Carrasco - Isidoro Larraya - Av Corrientes Por Av. Corrientes: - Gurmendez - Ramón Castriz Por 20 de Febrero: - José Antonio Cabrera - Sena - Argerich Por Av. 8 de Octubre: - Gral. Villagrán - Pascual Paladino - Dr Silvestre Pérez - Larravide - Pte Ing Jose Serrato - Comercio - Ma. Stagnero de Munar - J. Batlle y Ordóñez - Agustín Abreu - Centenario / L.A.H - Hosp. Militar - Jaime Cibils - Cdte. Braga - Av. Gral Garibaldi - Pte. Berro Por Av. 18 de Julio: - Alejandro Beisso - Martín C Martínez - Eduardo Acevedo - Magallanes - Dr Javier Barrios Amorín - Yí - Río Negro - Andes Por Plaza Independencia: - Juncal. |

## Destinos intermedios
- Hipólito Yrigoyen e Iguá